# Compo, de reus
Compo de reus is een  stripverhaal uit de reeks van Jerom.

## Locaties
- vliegveld, huis van professor Barabas, oerwoud in Peru, dorp, bergen, haciënda van Don Monidas

## Personages
- Jerom, professor Barabas, tante Sidonia, professor Rosarius, piloot, passagiers, Sylvia, Don Monidas, lijfwachten en personeel van Don Monidas, Indianen

## Het verhaal
Tante Sidonia en Jerom halen professor Rosarius af van het vliegveld nadat hij op expeditie in Zuid-Amerika is geweest. Hij laat een foto zien van een sandaal die door een reus gedragen werd. Hij zou slapen in de bergen rond het dorp van een Indianenvolk. Professor Rosarius is ziek geworden en daarom moest hij naar huis. Hij vraagt of professor Barabas zijn onderzoek wil voortzetten. Samen met Jerom, tante Sidonia en Sylvia gaat professor Barabas naar de hoogvlaktes van Peru. Ze ontmoeten een grootgrondbezitter die de bevolking uitbuit en verslaan deze man. De bevolking is dan erg blij en onthaald de vrienden als helden. 
Als professor Barabas begint over Compo de reus, vlucht iedereen weg. Een jongetje durft wel te laten zien waar de reus slaapt, hij ligt in de sneeuw boven op een berg. Professor Barabas heeft een middel waarmee de sneeuw kan oplossen en de reus wordt goed zichtbaar. Jerom maakt de reus wakker. Hij komt de berg af en dreigt het dorp te verwoesten. Het enige wat hij zegt is Aztomba. Met een slaapmiddel lukt het om de reus te verdoven en ze plaatsen hem op een vlot. Het vlot laten ze afdrijven op de rivier. Op deze manier komt de reus bij de haciënda van Don Monidas terecht.
Zowel Don Monidas als de dorpelingen stellen de vrienden verantwoordelijk en willen dat ze de reus stoppen. Een oude man weet dat Aztomba honger betekent. Net als alle dorpelingen heeft de reus honger. Jerom eist dat Don Monidas de dorpelingen genoeg grond geeft om voedsel te verbouwen. Daarnaast moet hij ook de reus voeden, zodat hij weer in slaap valt. Dit lukt en Jerom brengt de reus weer naar de top van de berg.